# Gian Filippo Corticelli
Gian Filippo Corticelli (Bologna, 25 marzo 1957) è un direttore della fotografia italiano.

## Filmografia
- Per non dimenticare, regia di Massimo Martelli (1992)
- Hotel Paura, regia di Renato De Maria (1996)
- Libero Burro, regia di Sergio Castellitto (1999)
- Distretto di polizia, regia di Renato De Maria (2000)
- Paz!, regia di Renato De Maria (2001)
- La finestra di fronte, regia di Ferzan Özpetek (2003)
- Prima dammi un bacio, regia di Ambrogio Lo Giudice (2003)
- Non ti muovere, regia di Sergio Castellitto (2004)
- Volevo solo dormirle addosso, regia di Eugenio Cappuccio (2004)
- Maigret, regia di Renato De Maria (2004)
- Cuore sacro, regia di Ferzan Özpetek (2005)
- Uno su due, regia di Eugenio Cappuccio (2006)
- Saturno contro, regia di Ferzan Özpetek (2007)
- Operazione pilota, regia di Umberto Marino (2007)
- L'amore e la guerra, regia di Giacomo Campiotti (2007)
- Questa notte è ancora nostra, regia di Paolo Genovese e Luca Miniero (2008)
- Amiche mie, regia di Paolo Genovese e Luca Miniero (2008)
- David Copperfield, regia di Ambrogio Lo Giudice (2009)
- La prima linea, regia di Renato De Maria (2009)
- L'ispettore Coliandro, regia dei Manetti Bros. (2009)
- La bellezza del somaro, regia di Sergio Castellitto (2010)
- Tutta la musica del cuore, regia di Ambrogio Lo Giudice (2010)
- Se sei così, ti dico sì, regia di Eugenio Cappuccio (2011)
- Una donna per la vita, regia di Maurizio Casagrande (2011)
- Paura 3D, regia dei Manetti Bros. (2012)
- Fiabeschi torna a casa, regia di Max Mazzotta (2012)
- Venuto al mondo, regia di Sergio Castellitto (2012)
- Third Person, regia di Paul Haggis (2013)
- Allacciate le cinture, regia di Ferzan Özpetek (2014)
- Nessuno si salva da solo, regia di Sergio Castellitto (2015)
- Rosso Istanbul, regia di Ferzan Özpetek (2017)
- Fortunata, regia di Sergio Castellitto (2017)
- Napoli velata, regia di Ferzan Özpetek (2017)
- Lo spietato, regia di Renato De Maria (2019)
- La dea fortuna, regia di Ferzan Özpetek (2019)
- Gli indifferenti, regia di Leonardo Guerra Seràgnoli (2020)
- L'ultimo Paradiso, regia di Rocco Ricciardulli (2021)
- Il filo invisibile, regia di Marco Simon Puccioni (2022)
- Rapiniamo il duce, regia di Renato De Maria (2022)
- La vita che volevi - serie TV, regia di Ivan Cotroneo (2024)

## Premi e riconoscimenti
- David di Donatello 2003 - Candidatura per la migliore fotografia per La finestra di fronte
- David di Donatello 2005 - Candidatura per la migliore fotografia per Cuore sacro
- David di Donatello 2014 - Candidatura per la migliore fotografia per Allacciate le cinture
- David di Donatello 2018 - Migliore fotografia per Napoli velata
- Nastri d'argento 2014 - Candidatura per la migliore fotografia per Allacciate le cinture
- Nastri d'argento 2017 - Candidatura per la migliore fotografia per Rosso Istanbul